# Кристина Грозева
Кристина Грозева е българска режисьорка.

## Биография
Родена е на 26 януари 1976 г. в София. Завършва Софийския университет и работи като журналистка. След това завършва режисура при проф. Георги Дюлгеров и доц. Светослав Овчаров в НАТФИЗ. Оттогава започва съвместна работа с режисьора Петър Вълчанов. През 2013 г. късометражният им филм „Скок“ е номиниран за най-добър късометражен филм на Европейските филмови награди. Първият им пълнометражен филм е „Урок“ от 2014 г., който получава награди на филмовите фестивали в Сан Себастиан, Токио, Варшава, Гьотеборг, Солун, София.. Сътрудничеството им продължава и през следващите години.

## Филмография
- 2004 – „Тошка и Тошко“ – късометражен
- 2005 – „Последната пастирка“ – късометражен
- 2005 – „Игра“ – късометражен
- 2008 – „Птици божии“ – късометражен
- 2008 – „Зев“
- 2008 – „Семейна терапия“ – късометражен (сърежисьор с Петър Вълчанов)
- 2009 – „Притча за живота“ – документален
- 2010 – „Аварийно кацане“ (сърежисьор с Петър Вълчанов)
- 2011 – „Самбуру“ (сърежисьор с Петър Вълчанов)
- 2012 – „Скок“ – късометражен (сърежисьор с Петър Вълчанов)
- 2014 – „Урок“ (сърежисьор с Петър Вълчанов)
- 2016 – „Слава“ (сърежисьор с Петър Вълчанов)
- 2019 – „Бащата“ (сърежисьор с Петър Вълчанов)
- 2024 – „Триумф“ (сърежисьор с Петър Вълчанов)